# Skotnica (województwo zachodniopomorskie)
Skotnica – osada w Polsce położona w województwie zachodniopomorskim, w powiecie gryfińskim, w gminie Moryń.
W latach 1975–1998 miejscowość administracyjnie należała do województwa szczecińskiego.